# Божественный орёл и товарищ-рыцарь (фильм, 1982)
«Божественный орёл и товарищ-рыцарь» (кит. трад. 神鵰俠侶, палл. Шэнь дяо ся люй), чаще «Храбрый лучник и его помощник» (англ. Brave Archer and His Mate) — гонконгский художественный фильм режиссёра Чжан Чэ производства киностудии братьев Шао, продолжение трилогии «Предания о героях, стреляющих в орлов» (1977 — 1981). Александр Фу Шэн исполнил главную роль, как и в предыдущих фильмах, но на этот раз сыграл другого персонажа.

## Сюжет
После многих испытаний Го Цзин и Хуан Жун женятся и возвращаются на остров, где находят многих наставников Цзина убитыми. Улики указывают на то, что убийцей является отец Ин. Она делает вывод о том, кто настоящий убийца, и что его мотивом было получить руководство по боевым искусствам. После осуществления мести пара берёт на воспитание его сына, дав мальчику имя Ян Го. Спустя годы парень, постоянно враждующий с неродными братьями и сестрой, встречает мастера кунг-фу, который впоследствии становится его учителем.

## В ролях
- Александр Фу — Ян Го[англ.]
- Лун Тяньсян[кит.] — Ян Кан[англ.]
- Филип Куок[англ.] — Го Цзин[англ.]
- Джиджи Вон[кит.] — Хуан Жун[англ.]
- Вон Лик — Северный Яд Оуян Фэн[англ.]
- Кэнди Вэнь[кит.] — Го Ин
- Чинь Сиухоу[англ.] — У Сювэнь
- Цзян Шэн[англ.] — князь Ходу[кит.]
- Чю Хак[кит.] — Даэрба
- Лу Фэн — Чжао Чжицзин[кит.]
- Дэнни Ли[англ.] (камео) — Оуян Кэ[кит.]
- Лили Ли[англ.] (камео) — Хань Сяоин
- Лам Саукуань (камео) — Му Няньци[англ.]
- Чжань Сэнь[англ.] — Кэ Чжэньэ[кит.]
- Куань Фун — Восточный Демон Хуан Яоши[англ.]
- Фрэнки Вэй[кит.] — Цю Чуцзи
- Лау Фонсай — У Дуньжу
- Юй Тайпин — ученик «Цюаньчжэнь»
- Сиу Юк — ученик «Цюаньчжэнь»
- Вон Чхинхо — Ван Чуи[англ.]
- Иу Чаньчхюнь — Чжао Чжицзин[кит.]
- Ван Ханьчэнь — Ма Юй
- Чау Киньпхин — Чжу Цун
- Вон Ва — Нань Сижэнь
- Вань Сёнлам[кит.] — Хань Баоцзюй
- Чань Такхой

## Отзывы
«Запутанный и хорошо построенный сюжет, гораздо лучший, чем обычно. Фильм предлагает хорошие боевые искусства и хореографию, декорации, костюмы и режиссуру», — The Encyclopedia of Martial Arts Movies.
«В любом случае, захватывает фильм не настолько, чтобы это имело значение — появление финального титра воспринимаешь абсолютно спокойно, закончился и ладно. Да, в нём был какой-никакой, но сюжет, были неплохие поединки (хотя стиль лягушки, который по ходу действия осваивает Ян Го, донельзя нелеп), однако в целом фильм воспринимается как вырванный из контекста эпизод какого-то сериала — без начала и без конца. Сомнительное удовольствие», — Борис Хохлов, сайт HKCinema.ru.